# Body Integrity Identity Disorder
Body Integrity Identity Disorder (BIID, deutsch: Körperintegritäts-Identitätsstörung), synonym Body integrity dysphoria (BID) bezeichnet den krankhaften Wunsch, eine körperliche Behinderung zu erlangen, etwa Blindheit, Querschnittslähmung, oder Amputation eines Körperteils. Die seit den 2000er-Jahren zunehmend in der psychiatrischen Literatur beschriebene, gleichwohl sehr seltene Erkrankung wurde 2019 in die ICD-11 aufgenommen. Auch neuropsychologische, ethische und philosophische Betrachtungen wurden veröffentlicht.
Die Erkrankung soll in der Kindheit oder Jugend beginnen. Betroffene fantasieren oder simulieren die entsprechende Behinderung. Nur in Einzelfällen kommt es tatsächlich zu mutilierenden Selbstverletzungen oder medizinisch nicht begründeten Operationen.
Ein verwandtes Phänomen ist die Xenomelie, „das bedrückende Gefühl, dass ein oder mehrere Glieder des eigenen Körpers nicht dem eigenen Selbst angehören.“

## Symptomatik
Erlebt wird das oft überwältigende Bedürfnis, ein oder mehrere Gliedmaßen zu amputieren oder das Rückenmark zu durchtrennen oder eine andere Funktion (Hörfähigkeit, Sehfähigkeit) aufzuheben und damit den realen Körper in Einklang mit der als „richtig“ empfundenen Querschnittlähmung, Gehörlosigkeit, Erblindung usw. zu bringen. Betroffene verspüren ein Gefühl der „Unvollkommenheit.“

## Ursachen
Die Ursachen von BIID werden diskutiert. Es gibt sowohl neuroanatomische Veränderungen funktioneller Hirnregionen als auch entwicklungspsychologische Ansätze, nach denen sich schon im Kindesalter eine Störung des Körperschemas etabliert. Für beide Deutungen spricht die Tatsache, dass sich bei einem Großteil der Menschen mit BIID anamnestisch eine Manifestation der Erkrankung im frühen Jugendalter nachweisen lässt.
McGeoch et al. vermuteten 2011, dass BIID-Betroffene das jeweilige Körperteil zwar visuell und somatosensorisch wahrnehmen könnten, aber dieses aufgrund einer Dysfunktion des Parietallappens nicht in das eigene Körperbild integriert würde.

## Therapie
Eine ursächliche Behandlung ist derzeit nicht bekannt. Kröger et al. konnten 2014 zeigen, dass Psychotherapie das psychische Leid mindern kann.
Der schottische Arzt Robert Smith hat im Jahr 2000 zwei Beinamputationen bei Patienten mit BIID vorgenommen. Nach Indiskretionen und einem Bericht des Fernsehsenders BBC verbot die britische Ärztekammer nach Aufforderung durch das Schottische Nationalparlament weitere Amputationen. Als Grund wurde angegeben, dass die Öffentlichkeit solche Eingriffe missbilligen würde; darüber hinaus wurde ein Ansturm ausländischer BIID-Betroffener befürchtet.
Eine deutsche Studie von 2014 an 21 Betroffenen, deren Bemühung um einen veränderten Körper aus ihrer Sicht erfolgreich war, scheint darauf hinzudeuten, dass das Durchführen der erwünschten Veränderung ein erfolgreicher Therapieansatz sein kann, wenn andere Therapieformen keine Wirkung zeigten.

## Geschichte
Erste Fälle von Personen, die den Wunsch nach Amputation eines ihrer gesunden Körperteile verspüren, wurden 1977 (Money et al.) und 1983 (Everaed et al.) veröffentlicht. Initial wurde dies als Paraphilie verstanden – die Annahme war, dass dem Wunsch nach Behinderung eine psychologische Ursache zugrunde lag. Money etablierte 1977 den Begriff „Apotemnophilia“, der 2005 von M. First durch Body Integrity Identity Disorder abgelöst wurde.